# 709
709 (DCCIX) fue un año común comenzado en martes del calendario juliano, en vigor en aquella fecha.

## Acontecimientos

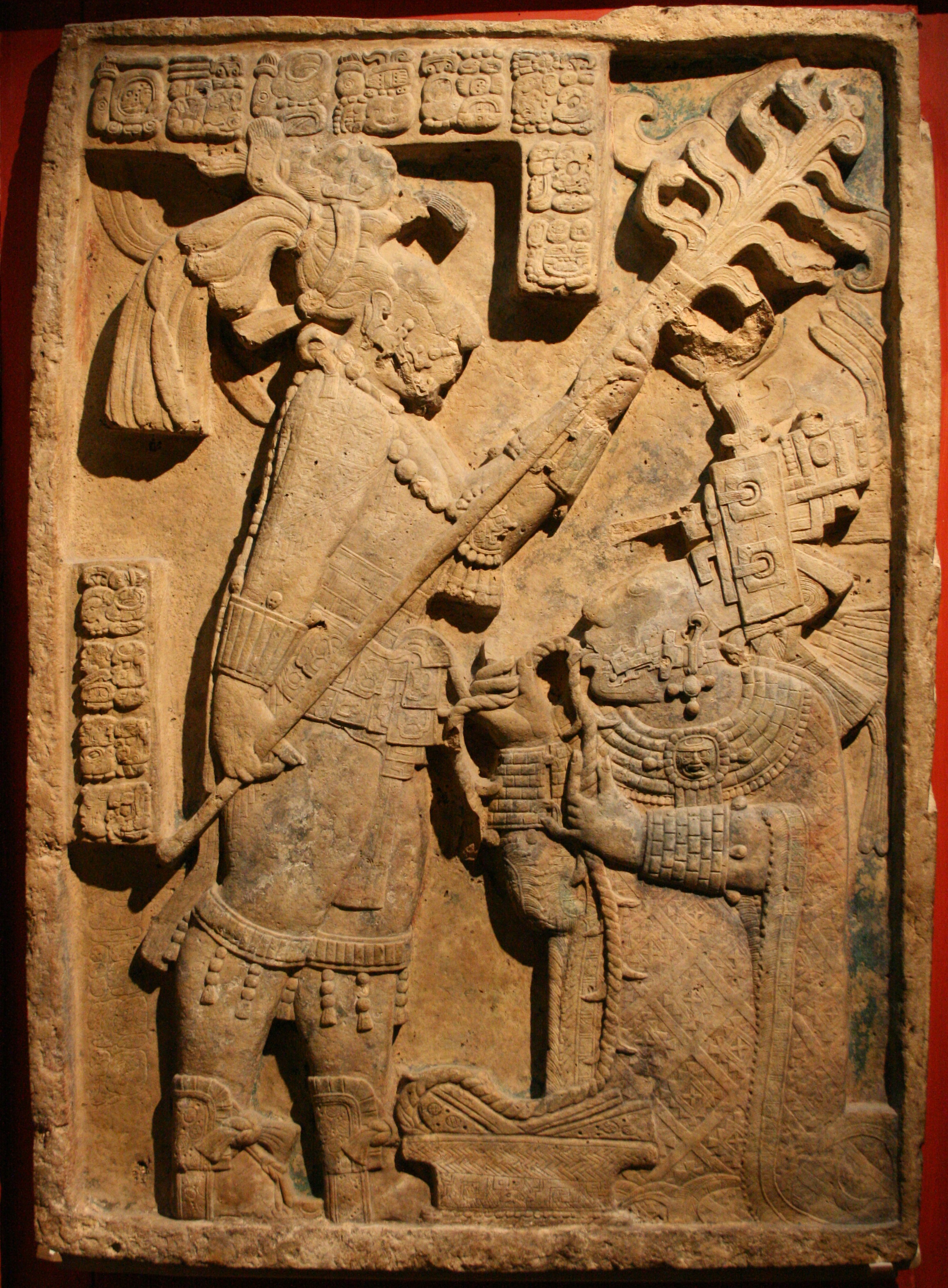
La dama Xok realiza una ceremonia de automutilación. Este dintel se encuentra en poder el Museo Británico (Londres).

- 20 de octubre:[1] En la ciudad maya de Yaxchilán (Chiapas) la Señora Xoc, esposa del ahau Escudo Jaguar se hace pasar una cuerda con púas de obsidiana[2] a través de un agujero en la lengua, en un ritual para celebrar el nacimiento de Pájaro Jaguar.
- Invasión musulmana a Ceuta.
- Consagración de la primera capilla del monte Saint-Michel al arcángel San Miguel.

## Nacimientos
- Kōnin Tennō, emperador de Japón.

## Fallecimientos
- Aldhelmo de Sherborne, religioso anglosajón.